# Reino del Pahang
El Reino del Pahang o Sultanato del Pahang (en malayo: Kesultanan Pahang, escrito en jawi: كسلطانن ڤهڠ), a veces llamado antiguo sultanato del Pahang para distinguirlo del moderno sultanato del Pahang y muy esporádicamente referido en la historiografía en español como reino de Pan, fue uno de los estados malayos islámicos establecido en la península de Malaca alrededor del siglo XVI.
En la cúspide de su poder, llegó a ser un estado influyente del sudeste asiático, controlando toda la cuenca del río Pahang con fronteras con el reino de Patani al norte y el sultanato de Johor al sur. Hacia el oeste, su jurisdicción llegó a incluir partes de los estados malayos modernos de Selangor y Negeri Sembilan.
La capital del estado era Pahang (actual Kuantan) y uno de sus puertos más importantes era el de Tringoram (actual Kuala Terengganu), que a día de hoy continúa siendo una de las capitales reales de Malasia.

## Historia

### Pahang como territorio autónomo de Malaca
El origen de Pahang como sultanato se establece en 1470, cuando es creado como un sultanato autónomo dentro del Imperio de Malaca, que se encontraba en plena edad de oro y había absorbido al antiguo Reino de Pahang tras una invasión del Reino de Ligor (estado vasallo de Pahang) y el propio reino de Pahang por parte del entonces rajá Abdulá (futuro sultán Mansur Shah).
El primer sultán del nuevo reino islámico de Pahang fue el heredero natural de Mansur Shah, Muhamed Shah y nieto a su vez por parte de madre de Dewa Sura, el último rey de Pahang antes de la conquista malaca. En 1475, Muhamed Shah sería envenenado y el trono de Pahang pasaría a su hermano Ahmad Shah, dejando de ser el heredero al trono de Malaca y comenzando una política independentista para con el Imperio de Malaca a partir de 1477, con la entronización de Alauddin Riayat Shah como sultán de Malaca.

### Pahang nuevamente independiente
En 1511, tras la toma de Malaca por parte de Afonso de Albuquerque como parte de la conquista de Malaca ideada originalmente por Juan II de Portugal y continuada por Manuel I el Afortunado, Pahang lograría un status independiente bajo el reinado de Mansur Shah I, hijo de Ahmad Shah. Tras esta independencia, el territorio viviría permanentemente bajo la amenaza externa tanto de los imperios coloniales de Portugal como del neerlandés, así como con continuas incursiones del reino de Aceh Darussalam.
A comienzos del siglo XVII, se sucedieron en Pahang varios eventos que acabarían catapultando al reino a la unión dinástica con el estado sucesor de Malaca, el sultanato de Johor. El aumento de la influencia de los neerlandeses en 1607, un conflicto contra los portugueses alrededor del 1610, una guerra con Johor aliada con Brunéi entre 1612 y 1613 sumada a una lucha interna por el nombramiento del heredero de Abdul Ghafur Sha, sobre el que los portugueses quisieron imponer a un líder títere, al tiempo que el ejército achenés volvía a intensificar los ataques a la costa de Pahang en 1617, forzaron que a la muerte de Abdullah Ma'ayat Shah de Johor, heredase su título Abdul Jalil Shah III de Johor, que era el candidato que los portugueses habían querido en el trono de Pahang y a quien habían impuesto de 1615 a 1617, año en el que el ataque achenés había hecho a éste huir de Pahnang, aunque no había renunciado al título, si bien una investigación moderna de William Linehan (1892-1955) encontró que unos archivos de la dinastía Ming indicaban que el gobernante en 1618 era Alauddin Riayat Shah, el heredero original de Abdul Ghafur Sha al asesinato de éste en 1614.
Sea como fuere, a partir de 1623 el título de Pahang era ostentado por el sultán de Johor, quien en 1638 recorrió con un ejército todo el territorio de Pahang para imponer definitivamente su mandato sobre todo el reino del Pahang.

## Demografía
En el reino de Pahang vivían mayoritariamente malayos, pero también se encontraban importantes núcleos de chinos y bateqs.